# Ингул (транспорт, 1837)
«Ингул» — парусный транспорт, а затем брандер Черноморского флота Российской империи, участник Крымской войны. Находился в составе флота с 1837 года, во время несения службы использовался для грузовых перевозок между черноморскими и азовскими портами, во время Крымской войны был переоборудован в брандер, а позднее затоплен в Килен-бухте Севастополя.

## Описание транспорта
Транспортное судно с деревянным корпусом. Водоизмещение транспорта составляло 160 тонн, длина — 24,3—24,4 метра, ширина — 6,55—6,6 метра, а осадка 3,5 м. В качестве артиллерийского вооружения на судне были установлены 2 орудия.

## История службы
Транспорт «Ингул» был заложен на стапеле Николаевского адмиралтейства 19 (31) октября 1836 года и после спуска на воду 5 (17) сентября 1837 года вошёл в состав Черноморского флота России. Строительство вёл кораблестроитель штабс-капитан Г. В. Афанасьев.
В кампании с 1840 по 1846 год использовался для грузовых перевозок между портами Чёрного и Азовского морей. В 1846 году совершал плавания между Николаевом и Измаилом.
В 1847 году подвергся тимберовке в Севастополе. В кампанию этого года, а также в 1848 и 1849 годах также ходил между Николаевом и Измаилом.
В кампании с 1850 по 1853 год вновь выполнял грузовые перевозки между черноморскими портами. С 10 (22) июня по 13 (25) августа 1853 года совершил переход из Севастополя в Николаев. 
Принимал участие в Крымской войне, в кампанию 1853 года был переоборудован в брандер и находился в готовности на севастопольском рейде. В сентябре 1854 года, во избежание взрыва брандера от попадания неприятельских снарядов и как следствие повреждения в результате взрыва укреплений города, был затоплен в Килен-бухте Севастополя.
12 (24) ноября 1859 года транспорт «Ингул» был поднят со дна и вновь введен в состав флота.

## Командиры транспорта
Командирами транспорта «Ингул» в составе Российского императорского флота в разное время служили:
- лейтенант П. Д. Протопопов (1840—1844 годы)[14];
- капитан-лейтенант К. Е. Попандопуло (1846—1849 годы)[15];
- капитан-лейтенант Ф. Г. Бахталовский (1850—1853 годы)[16];
- лейтенант С. А. Поль (1854 год)[13].

### Комментарии
1. ↑  79 футов 10 дюймов[1].
2. ↑  21 фут 6 дюймов[1].